# Château de Balleure
Le château de Balleure est situé sur la commune d'Étrigny en Saône-et-Loire.

## Description
Château de plan rectangulaire cantonné de tours circulaires et comprenant à l'est un corps de logis de plan rectangulaire, au nord une tour-porche, une grosse tour carrée et une seconde tour carrée de moindre dimension et, à l'ouest, un haut corps de logis flanqué d'une tourelle d'escalier.
Le château, propriété privée, ne se visite pas toutefois des prestations touristiques (hébergement/restauration) y sont proposées.
Il est inscrit à l'inventaire supplémentaire des monuments historiques depuis décembre 1941.

## Historique
- Milieu du XIIIe siècle : la terre appartient à la famille de Sauvement.
- 1340 : Henri de Sauvement obtient du duc de Bourgogne l'autorisation de clore sa maison de murs et fossés .
- XIVe siècle : le château passe aux Rabutin d'Epiry
- Début du XVe siècle : le château change de famille pour passer à la maison de Saint-Julien.
- 1519 : naissance au château de Pierre de Saint-Julien de Balleure, historien.
- 1613 : il échoit à Charles de Naturel et reste dans sa famille jusqu'à la Révolution française.
- 1767 : François-Emmanuel de Naturel entreprend une restauration partielle.
- XIXe siècle : partage entre plusieurs propriétaires.
- 2014 : Madame Amarante Puget et Monsieur Raoul Salama  acquièrent la partie la plus importante du Château de Balleure.
- 2017 :  Les nouveaux propriétaires proposent, à travers la société Château de Balleure SAS, des prestations d'hébergement locatif et une table d'hôtes.